# Укроп
Укро́п паху́чий, или огоро́дный (лат. Anéthum graveólens) — вид однолетних травянистых растений семейства Зонтичные, популярное огородное растение, выращиваемое как пряность, наиболее распространённый вид рода Укроп (лат. Anethum).
В диком виде встречается в юго-западной и центральной Азии.

## Ботаническое описание
Растение с сильным пряным запахом.
Стебель одиночный, прямой ветвистый или почти простой, высотой 40—150 см, тонко бороздчатый, неопушённый, тёмно-зелёный, в верхней части ветвистый, между ветвями изогнутый.
Листья трижды-, четыреждыперисторассечённые, яйцевидные, дольки последнего порядка линейно-нитевидные или щетиновидные. Нижние листья на черешках, расширенных в продолговатое влагалище длиной 1,5—2 см; верхние листья сидячие, влагалищные.
Двойные зонтики крупные, диаметром до 15 см, 20—50-лучевые. Цветки собраны в небольшие зонтики диаметром 2—9 см. Зубцы чашечки короткие; лепестки жёлтые; подстолбие светло-жёлтое, подушковидное; столбики очень короткие, во время цветения прямые, позже отогнутые; рыльце булавовидно головчатое.
Плод — вислоплодник. Семена яйцевидные или широкоэллиптические, 3—5 мм в длину и 1,5—3,5 мм в толщину.
Цветёт в июне — июле. Плоды созревают в июле — сентябре.
В начале цветения развёртывается до трёх наружных лепестков цветка, одновременно с высвобождением одной-трёх тычинок; впоследствии развиваются остальные тычинки и лепестки. Цветки распускаются по направлению от периферии к центру соцветия. В период цветения при благоприятных условиях цветки раскрываются в 7 утра, полное раскрытие происходит к 10-12 часам. В зависимости от внешних условий цветение продолжается 2-4 суток.

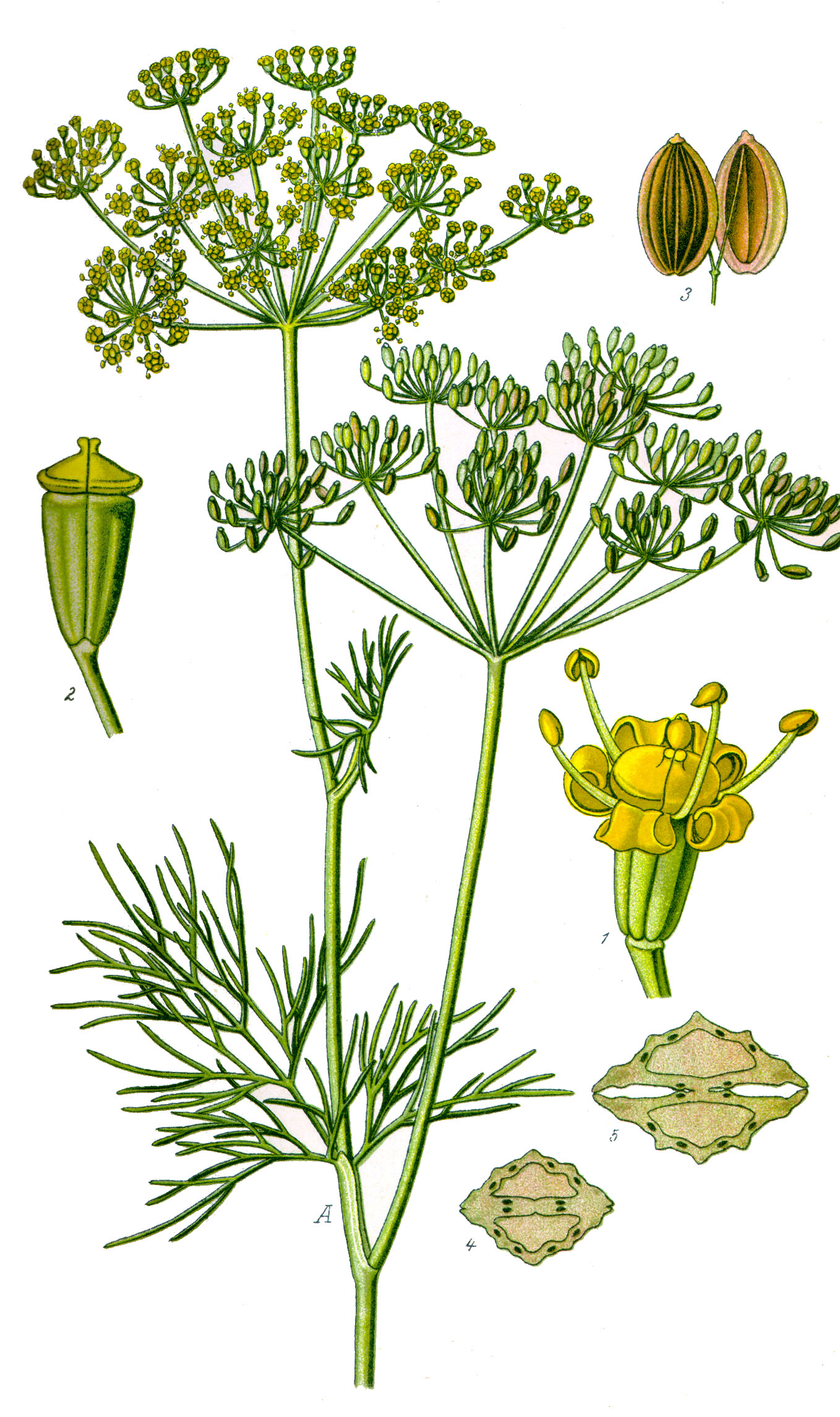
Ботаническая иллюстрация из книги О. В. Томе Flora von Deutschland, Österreich und der Schweiz, 1885
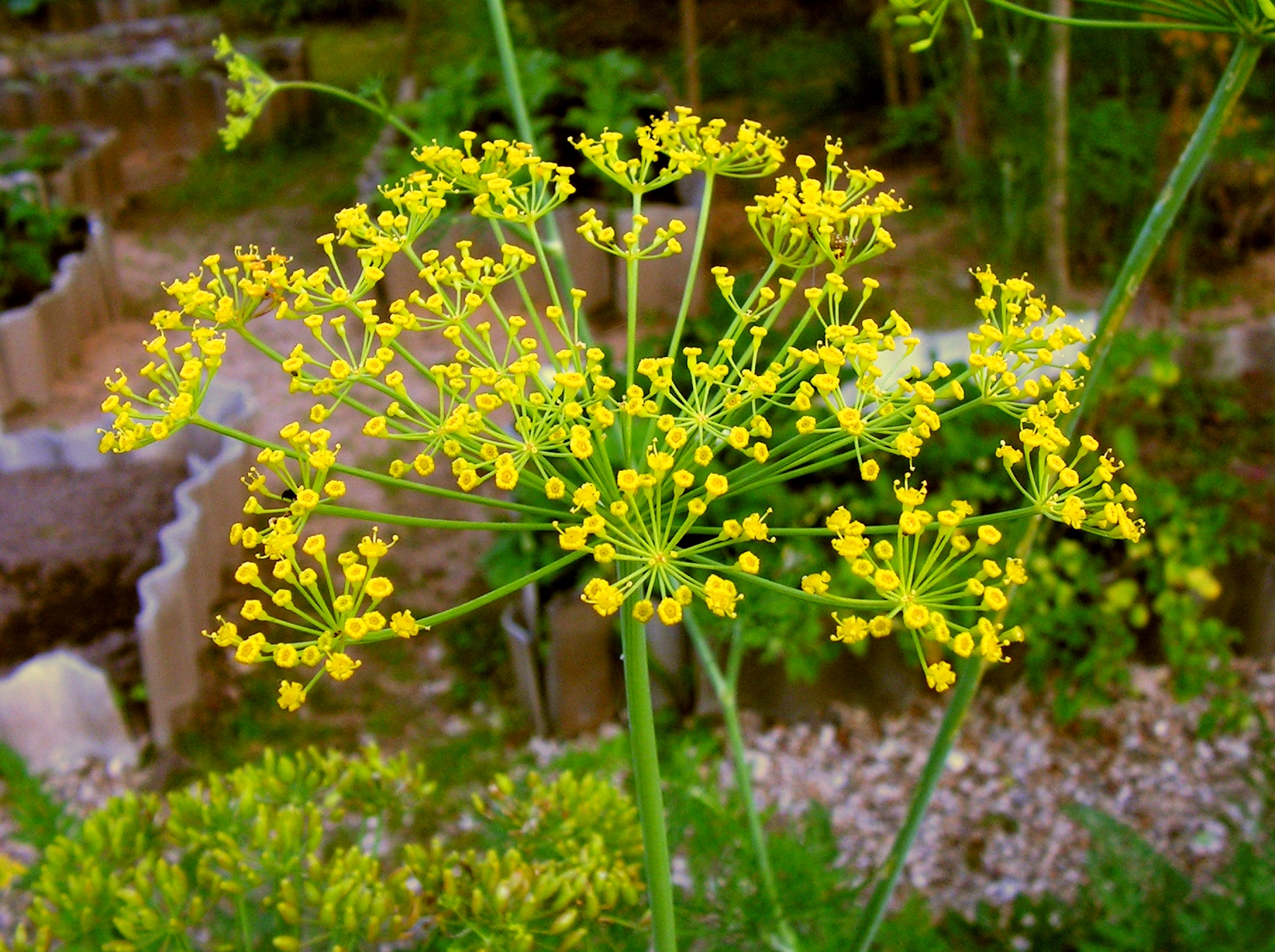
Соцветие
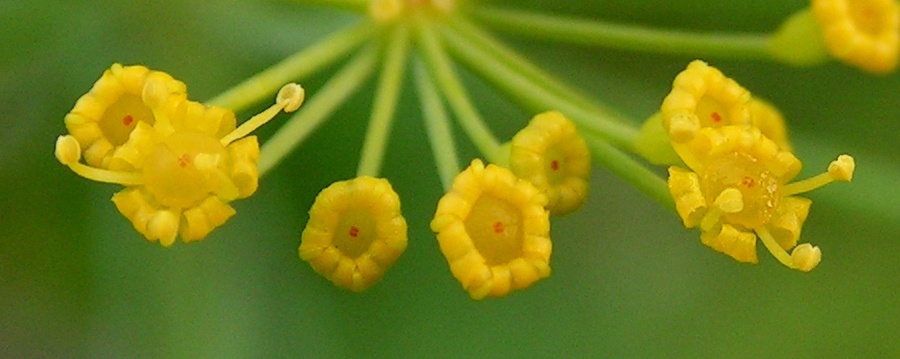
Цветки крупным планом
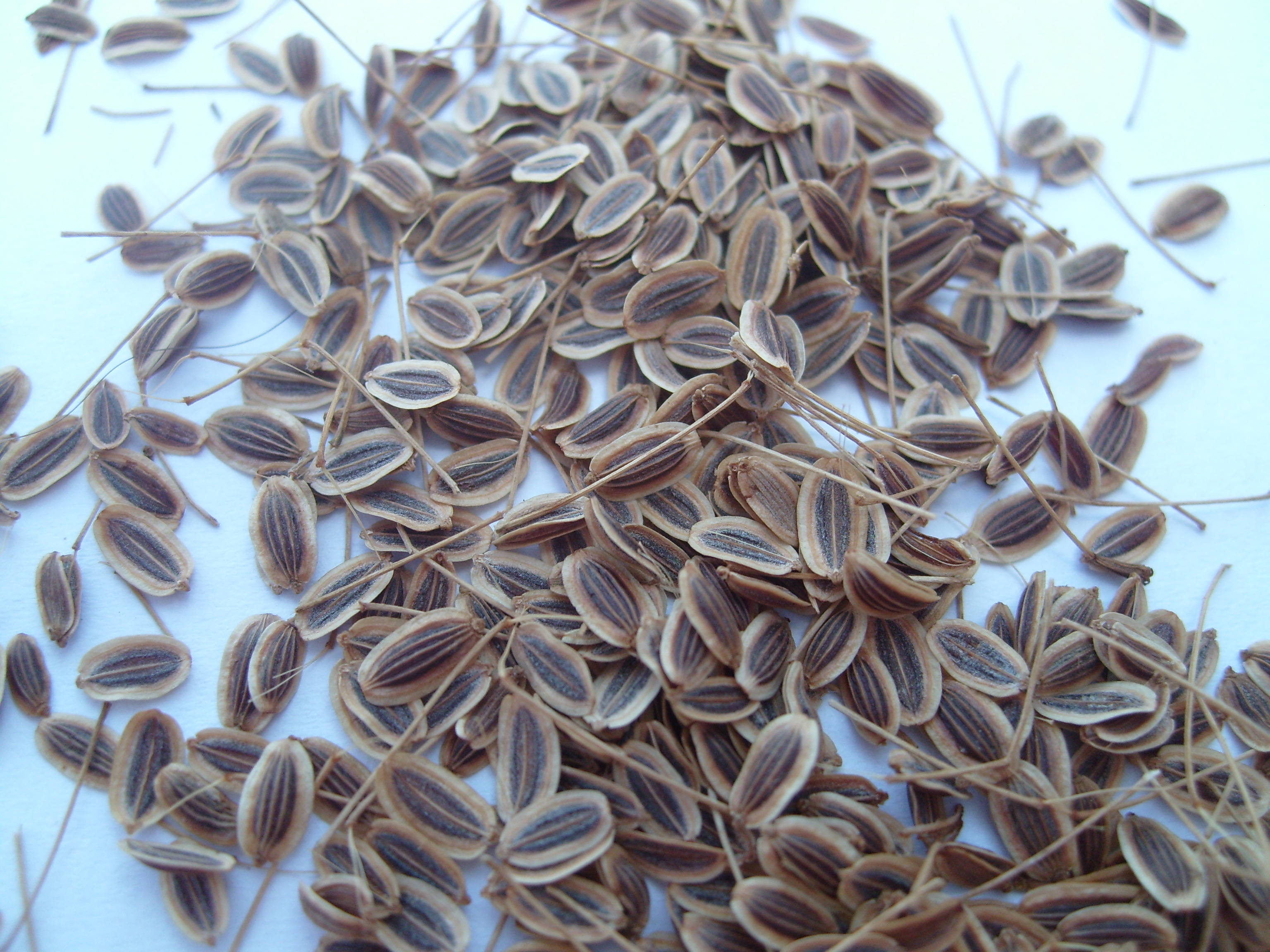
Семена

## Распространение и экология
В диком виде произрастает в Малой Азии, Северной Африке, Иране, Гималаях. Как культивируемое и сорное растение — повсеместно на всех континентах кроме Антарктиды.
Для успешной культивации необходимо тёплое или жаркое лето и много солнечного света; даже небольшая тень существенно уменьшит урожай. Также желательна богатая, хорошо разрыхлённая почва. Семена жизнеспособны в течение 3—10 лет. Растения, выращиваемые на семена для последующего высаживания, не следует размещать рядом с фенхелем, поскольку эти два вида могут давать гибриды.

## Растительное сырьё

### Сбор и хранение
В качестве лекарственного сырья используют плод укропа огородного (лат. Fructus Anethi graveolens).
Семена собирают, когда они начинают созревать, срезая соцветия. Соцветия с семенами помещают вверх ногами в бумажный пакет и оставляют в тёплом сухом месте, где нет солнечного света, на одну неделю. Затем семена легко отделяются от стеблей и хранятся в герметичной посуде.

### Химический состав
В листьях укропа имеются аскорбиновая и никотиновая кислоты; каротин; тиамин; рибофлавин; а также флавоноиды — кверцетин, изорамнетин и кемпферол; углеводы; пектиновые вещества; набор минеральных солей (железа, калия, кальция, фосфора и др.). В плодах укропа содержится 15—18 % жирного масла и 14—15 % белков. В состав жирного масла входят петрозелиновая кислота (25,35 %), олеиновая кислота (65,46 %), пальмитиновая кислота (3,05 %) и линолевая кислота (6,13 %).
Во всех частях растения содержатся эфирное масло, придающее им специфический запах, флавоноиды. Особенно много эфирного масла в плодах укропа (2,5—8 %). Эфирное масло — жидкость светло-жёлтого цвета с приятным, очень нежным запахом, напоминающим запах тмина. Основным компонентом масла из плодов является D-карвон (30—50 %); кроме того, в масле имеются D-лимонен, α-фелландрен, α-пинен, дипентен, дигидрокарвон. Масло из травянистых частей укропа представляет собой жидкость слегка зеленоватого цвета с запахом укропа. Главной составной частью эфирного масла из травы является D-α-фелландрен, содержание карвона достигает всего лишь 15—16 %. Кроме того, в масле имеются лимонен, диллапиол, миристицин, α-пинен, камфен, н-октиловый спирт.

### Фармакологические свойства
Благодаря наличию эфирного масла и разнообразному набору витаминов и минеральных веществ потребление укропа усиливает отделение секрета пищеварительными желёзами, моторику пищеварительного тракта, повышает аппетит, способствует нормализации обмена веществ в организме. Поэтому желательно использовать зелень укропа в диетическом питании при ожирении, заболеваниях печени, желчного пузыря, почек, анацидных гастритах, метеоризме.

## Значение и применение

### История
Укроп издавна культивируется и выращивается по всей Европе и северной Африке так же, как и на своей исконной родине — в Азии.

### Применение в кулинарии

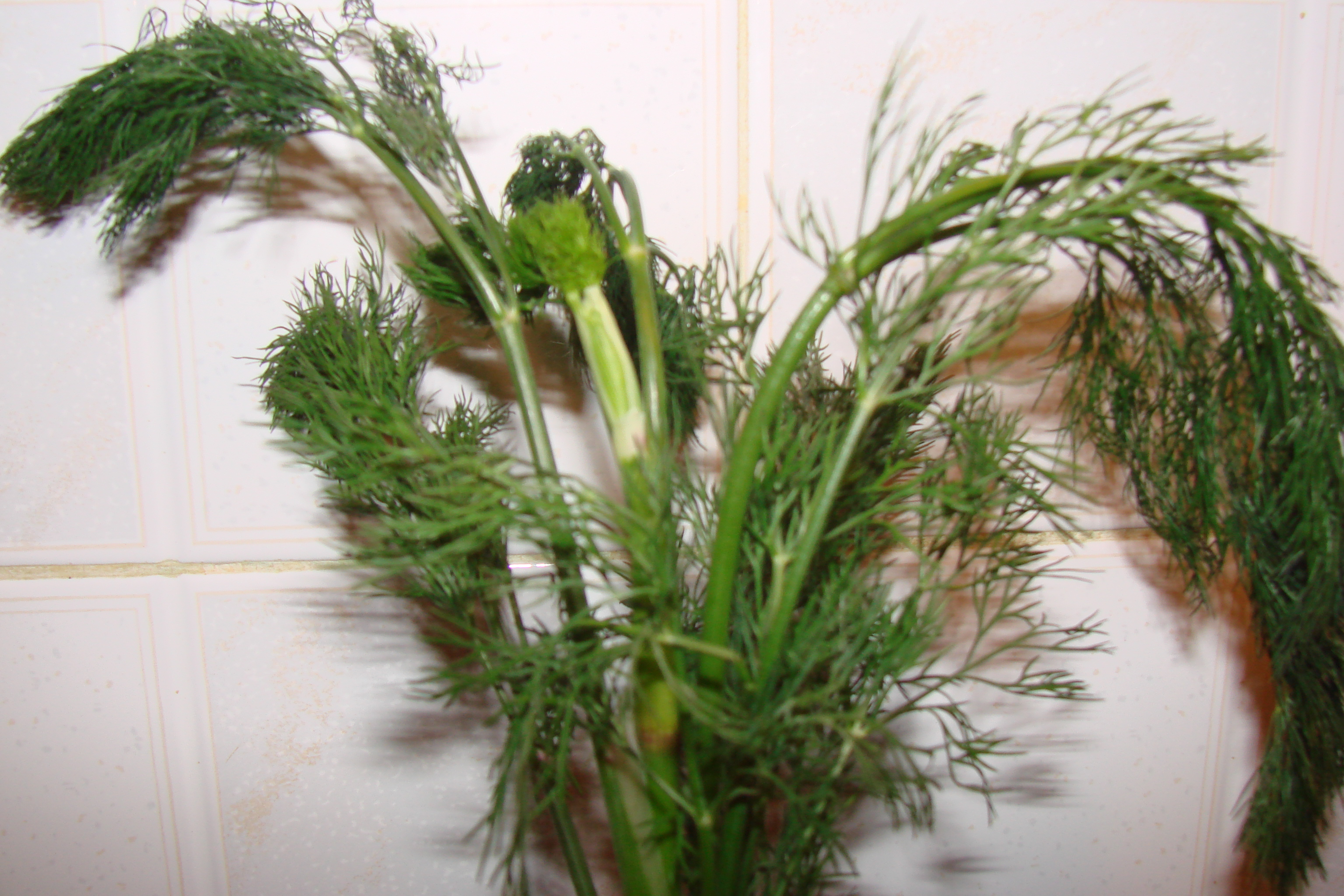
Зелень укропа

Укроп обладает сильным пряным освежающим вкусом и запахом. Используется в свежем, сушёном или соленом виде. Для консервирования овощей, приготовления ароматного уксуса используется укроп в фазе цветения или плодоношения. Сушёный укроп употребляется в различных смесях пряностей и для приготовления блюд.
Молодые листья укропа используют как вкусовую ароматическую приправу к горячим и холодным блюдам, солят и сушат впрок; зелень и плоды — для отдушки кондитерских изделий, чая, маринадов, солений, квашеной капусты. Растение содержит фитонциды и при засолке овощей не только придаёт им специфический вкус, но и предохраняет от плесени и порчи.
Эфирное масло укропа широко применяют в пищевой, консервной, ликёро-водочной и мыловаренной промышленности.

### Применение в медицине
Укроп широко используют в медицине. Настой из листьев и стеблей применяют при гипертонической болезни I и II степени и как мочегонное. Семена и эфирное масло укропа действует как ветрогонное, седативное и спазмолитическое средство, а также оказывают успокоительное действие. Эфирное масло умеренно раздражает секреторные клетки бронхиальных желёз, в результате чего облегчается выделение бронхиальной слизи. Настой семян употребляют внутрь как противогеморроидальное средство и наружно как ранозаживляющее и при аллергическом зуде кожи.
Из плодов получен препарат «Анетин» (сухой экстракт), обладающий спазмолитическим действием. Он применяется для лечения хронической коронарной недостаточности, для предупреждения приступов стенокардии, при неврозах, сопровождающих коронароспазмами, а также при спастических состояниях мускулатуры органов брюшной полости.

#### Противопоказания
Употребление укропа в пищу, а также лечение его препаратами противопоказано людям с пониженным давлением.

### Применение в парфюмерии и косметике
Различные экстракты из зелени и семян укропа широко используют для приготовления парфюмерно-косметических композиций. Жирное и эфирное масло из семян укропа, спиртовые, масляные и углекислотные экстракты вводят в кремы, одеколоны, зубную пасту.
В косметике рекомендуют применять настой листьев укропа в виде примочек на воспаленные и покрасневшие от усталости глаза.

## Классификация

### Таксономия[3]
Anethum graveolens L., 1753, Sp. Pl. 1: 263.
Ботанический вид Укроп пахучий относится к роду Укроп (Anethum) семейства Зонтичные (Apiaceae) порядка Зонтикоцветные  (Apiales). Кладограмма в соответствии с Системой APG IV:
|  |                                      |  |                                   |                                   |                     |  | ещё 6 семейств | ещё 6 семейств |               |  |  |  | еще 1 подтвержденный вид и 6 в статусе "непроверенных" |
|  |                                      |  |                                   |                                   |                     |  | ещё 6 семейств | ещё 6 семейств |               |  |  |  | еще 1 подтвержденный вид и 6 в статусе "непроверенных" |
|  |                                      |  |                                   | порядок Зонтикоцветные            |                     |  |                |                | род Укроп     |  |  |  |                                                        |
|  |                                      |  |                                   | порядок Зонтикоцветные            |                     |  |                |                | род Укроп     |  |  |  |                                                        |
|  | отдел Цветковые, или Покрытосеменные |  |                                   |                                   | семейство Зонтичные |  |                |                | Укроп пахучий |  |  |  |                                                        |
|  | отдел Цветковые, или Покрытосеменные |  |                                   |                                   | семейство Зонтичные |  |                |                |               |  |  |  |                                                        |
|  |                                      |  | ещё 63 порядка цветковых растений | ещё 63 порядка цветковых растений |                     |  |                | ещё 447 родов  | ещё 447 родов |  |  |  |                                                        |
|  |                                      |  |                                   | ещё 63 порядка цветковых растений |                     |  |                |                | ещё 447 родов |  |  |  |                                                        |

Синонимы:
- Anethum sowa Roxb. ex Fleming
- Peucedanum graveolens (L.) Benth. & Hook.f.